# Ино (посёлок)
Ино (яп. いの町 Ино-тё:) — посёлок в Японии, находящийся в уезде Агава префектуры Коти. Площадь посёлка составляет 470,71 км², население — 23 329 человек (1 августа 2014), плотность населения — 49,56 чел./км².

## Географическое положение
Посёлок расположен на острове Сикоку в префектуре Коти региона Сикоку. С ним граничат города Коти, Тоса, посёлки Оти, Ниёдогава, Тоса и сёла Хидака, Окава.

## Население
Население посёлка составляет 23 329 человек (1 августа 2014), а плотность — 49,56 чел./км². Изменение численности населения с 1980 по 2005 годы:
| 1980 | 29 036 чел. |  |
| 1985 | 28 423 чел. |  |
| 1990 | 28 293 чел. |  |
| 1995 | 30 079 чел. |  |
| 2000 | 28 729 чел. |  |
| 2005 | 27 068 чел. |  |

## Символика
Деревом посёлка считается Edgeworthia chrysantha, цветком — Hymenanthes, птицей — Parus varius.